# 巴尔贝
巴尔贝（法語：Barbey，法語發音：[baʁbɛ] ⓘ）是法国塞纳-马恩省的一个市镇，属于普罗万区。

## 地理
巴尔贝（48°21'57"N, 3°3'17"E）面积4.32 平方千米，位于法国法蘭西島大區塞纳-马恩省，该省份为法国北部内陆省份，北起瓦兹省，西接埃松省、马恩河谷省、塞纳-圣但尼省和瓦兹河谷省，南至卢瓦雷省，东南接约讷省，东临马恩省和奥布省，东北接埃纳省。
与巴尔贝接壤的市镇（或旧市镇、城区）包括：居亚尔新城、拉布罗斯-蒙索、塞纳河畔马罗勒、约讷河畔米西。

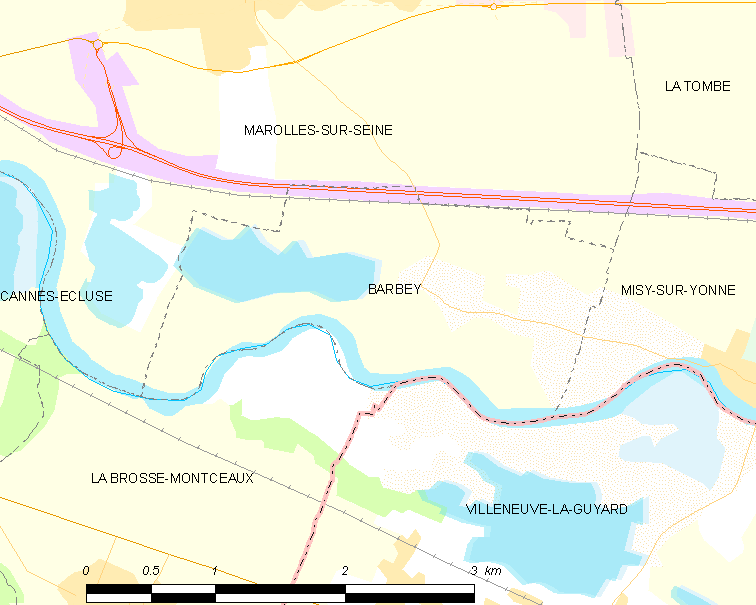
巴尔贝的OSM定位图

巴尔贝的时区为UTC+01:00、UTC+02:00（夏令时）。

## 行政
巴尔贝的邮政编码为77130，INSEE市镇编码为77021。

## 政治
巴尔贝所属的省级选区为蒙特罗福约讷县。

## 人口

1962-2008年间巴尔贝人口变化图示

巴尔贝于2022年1月1日时的人口数量为151人。